# Piacentino ennese
Il Piacentinu ennese (in siciliano piacintinu ennìsi), è un formaggio siciliano prodotto con latte di pecora intero in forma cilindrica con facce piane o leggermente convesse del diametro di 20-21 cm, lo scalzo è diritto o leggermente convesso, alto 14-15 cm. Il peso varia fra i 3,5 e i 4,5 kg ed è caratterizzato dall'aggiunta di zafferano (coltivato in provincia di Enna in via sperimentale) e di grani di pepe nero che, oltre a dare al piacentinu una inconfondibile colorazione giallo-arancione, gli conferiscono un sapore spiccato e lievemente piccante.
Il formaggio ha ottenuto la Denominazione di Origine Protetta (DOP) con il nome di "Piacentinu ennese" a livello europeo il 15 febbraio 2011.
Questo formaggio rappresenta la millesima denominazione d'origine registrata in Europa, motivo di orgoglio anche per il commissario europeo Dacian Cioloș.
Assieme ad altre peculiarità quali la Pesca tardiva di Leonforte, la Fava larga di Leonforte e il Pan del Dittaino il piacentinu ennese costituisce uno degli elementi portanti della gastronomia tipica locale della Provincia di Enna, nel cuore geografico e naturalistico della Sicilia.

## Zona di produzione
La zona di produzione del latte, di caseificazione e di stagionatura del "Piacentinu Ennese" comprende l’intero territorio dei Comuni di Enna, Aidone, Assoro, Barrafranca, Calascibetta, Piazza Armerina, Pietraperzia, Valguarnera e Villarosa del libero consorzio comunale di Enna.

## Etimologia
Nome nel dialetto locale: Piacentinu. L'etimologia non è nota. Si possono formulare varie ipotesi:
- Piacentinu da piacente nel senso di "gustoso, piccante"; è ritenuta l'etimologia più probabile
- Piacentinu da "piangentino" ossia, formaggio che piange, che ha la lacrima